# Triplophysa microps
Triplophysa microps es una especie de peces de la familia Balitoridae en el orden de los Cypriniformes.

## Morfología
• Los machos pueden llegar alcanzar los 6,8 cm de longitud total.

## Distribución geográfica
Se encuentra en el Pakistán, la India y China.

## Hábitat
Es un pez de agua dulce.